# 黑爾戈特錫茨山
48°24′07″N 14°42′42″E / 48.4018969°N 14.7117605°E
黑爾戈特錫茨山（德語：Herrgottsitz），是奧地利的山峰，位於該國北部，由上奧地利州負責管轄，屬於波希米亞林山的一部分，海拔高度855米，山體由花崗岩組成。